# 38 Девы b
38 Девы b — экзопланета класса «Супер-Юпитер» расположенная в зоне обитаемости звезды 38 Девы, на расстоянии в примерно 108,5 световых лет (33,26 парсек) от Земли, в созвездии Девы. Планета была обнаружена методом Доплеровской спектроскопии, за счёт измерения сдвигов в спектре родной звезды.

## Характеристики

### Масса, радиус и температура
38 Девы b планета класса «Супер-Юпитер», экзопланета с массой и радиусом больше Юпитера. Планета обладает температурой в 258 Кельвинов а также массой в 4,51 Юпитерианской, и радиусом примерно в 1,05 юпитерианского на основе данных о массе.

### Родная звезда
Планета вращается вокруг звезды F-класса 38 Девы. Звезда обладает массой в 1,18 Солнечных и радиусом в 1,46 Солнечного. Обладает температурой в 6557 Кельвинов, и возрастом примерно 1,9 миллиард лет. Для сравнения, нашему Солнцу уже 4,6 миллиарда лет и оно обладает температурой в 5778 Кельвинов. Звезда богата металлами, исходя из металличности ([Fe/H]) в 0,16, или 117 % от Солнечной. Светимость звезды превосходит Солнечную в 3,48 раза.
Видимая звёздная величина звезды, то есть то какой она видится с Земли, равна 6,11. Поэтому 38 Девы находится на грани того, чтобы быть видимой невооружённым глазом, но её можно чётко разглядеть в бинокль.

### Орбита
38 Девы b обращается вокруг родной звезды с периодом в 825 дней на дистанции в 1,82 А.е (близко к Марсианской орбитальной дистанции от Солнца, составляющей 1,53 А.е). Планета получает на 3 % больше солнечного света, чем Земля от Солнца, судя по её эффективной температуре, близкой к температуре Земли (всего на 3 градуса теплее).

## Обитаемость
38 Девы b расположена в зоне обитаемости родной звезды. Экзопланета, с массой в 4,51 Юпитерианской, слишком массивная чтобы иметь твёрдую поверхность, потому сама по себе планета не может быть обитаемой (хотя есть гипотезы о возможности существования атмосферных животных). Гипотетически, достаточно крупные спутники, с достаточно плотной атмосферой и давлением, могут обладать жидкой водой а значит и условиями для жизни. Однако такие спутники обычно не формируются вокруг планет, и их, вероятно, придётся перехватывать; например, протопланеты сошедшие с орбиты.
Для стабильной орбиты спутника, соотношение между орбитальным периодом спутника Ps вокруг планеты, и периода планеты вокруг звезды Pp должно быть < 1/9. Если планета обращается вокруг звезды за 90 дней, максимальная стабильная орбита для спутника составляет 10 дней. Моделирование предполагает, что Луна с орбитальным периодом менее 45-60 дней будет надёжно привязана к массивной планете-гиганту, или к коричневому карлику с орбитой в 1 А.е вокруг Солнцеподобной звезды. В случае 38 Девы b, орбитальный период спутника не должен быть более 80 дней (чуть более 2 месяцев) для удержания стабильной орбиты.
Приливные эффекты могут позволять луне поддерживать тектонику, что может приводить к вулканической активности и регуляции температуры спутника, а также создавать эффект геодинамо дающий спутнику относительно сильное магнитное поле.
Чтобы поддерживать подобную земной атмосферу в течение примерно 4,6 миллиардов лет (возраст Земли), спутник должен иметь плотность, подобную Марсианской, и по крайней мере массу в 0,07 Земных. Одним из способов избежать эффектов распыления атмосферы — является наличие у спутника достаточно сильного магнитного поля которое может отклонять звёздный ветер и радиационные пояса планеты. Аппарат НАСА — Галилео уже установил наличие у крупных лун достаточно сильных магнитных полей; например спутник Юпитера Ганимед обладает своей магнитосферой, при массе всего в 0,025 Земных.

## Открытие
Поиски 38 Девы b стартовали после выбора её родной звезды как одной из идеальных целей для поисков планет с использованием Доплеровской спектроскопии (за счёт замеров доплеровских смещений в спектре звезды), так как звёздная активность не мешала бы и не маскировала результаты замеров. Было также подтверждено, что 38 Девы не является двойной звездой, или звездой с высокой скоростью вращения (а это распространённый ложно-позитивный результат при поиске планет методом транзитов. Анализ полученных данных показал, что изменения радиальной скорости, скорее всего, указывают на существование планеты. Конечный результат замеров говорил о планете в 4,52 Юпитерианские массы обращающейся на дистанции в 1,82 а.е при эксцентриситете в 0,03.
Об открытии 38 Девы b, было сообщено в онлайн архиве научных публикаций: arXiv.org от 29 августа, 2016.